# Sho
Chữ Sho (chữ hoa Ϸ chữ thường ϸ) là chữ hy lạp vào thời tiền cổ trong bảng 24 chữ cái hy lạp trước công nguyên (đôi khi được gọi là sho hoặc san) là một chữ cái được thêm vào bảng chữ cái Hy Lạp để viết ngôn ngữ Bactrian. Nó có ngoại hình tương tự như lá thư Anglo-Saxon và tiếng Iceland (þ), thường được sử dụng để thể hiện nó trong bản in hiện đại, mặc dù cả hai đều có lịch sử khá không liên quan. Nó có thể đại diện cho một âm thanh tương tự như tiếng Anh "sh" ([ʃ]). Phiên âm thông thường của nó trong tiếng Latin là chữ này thường được sử dụng vào thời tiền cổ